# David Lyth
David Hilary Lyth (* 21. Juni 1940 in Whitby) ist ein britischer Astrophysiker und Kosmologe. Er ist Hochschullehrer an der University of Lancaster.
Lyth studierte Physik an der University of Manchester, an der Universität Oxford und der Universität London, wo er in theoretischer Teilchenphysik promovierte. Als Post-Doktorand war er an der Universität Kopenhagen und an der Universität Birmingham, bevor er Lecturer an der University of Lancaster wurde. 2006 wurde er dort als Professor für Astroteilchenphysik emeritiert.
Er befasst sich mit Astroteilchenphysik und Kosmologie, insbesondere inflationären Modellen, Strukturbildung in diesen und deren astronomischer Überprüfung.
1997 leitete er die Lyth-Schranke (Lyth bound) ab,  eine obere Schranke für während der inflationären Phase des Universums produzierten Gravitationswellen aus der beobachteten Abweichungen von der Homogenität im kosmischen Mikrowellenhintergrund (CMB). Da bisher keine Gravitationswellensignale im CMB gefunden wurden ergibt das eine obere Schranke für die Steilheit des Inflationspotentials.
2002 schlug er mit David Wands das Curvaton-Szeario vor mit einem zusätzlichen massiven Skalarfeld (Curvaton), das durch seinen Zerfall Krümmungs-Fluktuationen nach Abklingen der Inflation erzeugt (es findet allerdings auch z. B. in der ekpyrotischen Kosmologie Anwendung). Es wurde unabhängig von Kari Enqvist und Martin Sloth und Takeo Moroi und Tomo Takahashi eingeführt.
2012 erhielt er die Fred Hoyle Medal and Prize. 
Er spielt Folkmusik auf der Geige.

## Schriften (Auswahl)
- mit Andrew Liddle: Cosmological Inflation and Large Scale Structure, Cambridge UP 2000
- mit Andrew Liddle: The Primordial Density Perturbation, Cambridge UP  2009
- Cosmology for Physicists, CRC Press 2017
- The History of the Universe, Springer 2016
- The road to Einstein's relativity: following in the footsteps of the giants, CRC Press 2019